# 塔加特 (印第安納州)
塔加特（英語：Taggart）是位於美國印地安納州布朗縣的一個非建制地區。該地的面積和人口皆未知。

## 地理
塔加特的座標為39°15′42″N 86°08′20″W / 39.26167°N 86.13889°W，而該地的平均海拔高度為206米（即676英尺）。